# اولیویا لوپز دی گوتیرز (تگزاس)
اولیویا لوپز دی گوتیرز (به انگلیسی: Olivia Lopez de Gutierrez) یک منطقهٔ مسکونی در ایالات متحده آمریکا است که در تگزاس واقع شده‌است. اولیویا لوپز دی گوتیرز ۹۳ نفر جمعیت دارد.